# عباسه، قنا
عباسه، روستایی از توابع شهرستان قوص در استان قنا و کشور مصر است.

## جمعیت
براساس سرشماری سال ۲۰۰۶ مصر، جمعیت آن ۵۳۹۴ نفر(۲۷۲۸ مرد و ۲۶۶۶ زن) بوده‌است.